# غريغ ستيوارت
غريغ ستيوارت (بالإنجليزية: Greg Stewart)‏ (17 مارس 1990 بإستيرلينغ في المملكة المتحدة - ) هو لاعب كرة قدم بريطاني في مركز الهجوم. لعب مع نادي دندي ونادي كاودينبيث لكرة القدم.

## وصلات خارجية
- غريغ ستيوارت على موقع قاعدة بيانات كرة القدم.إي يو (الإنجليزية)
- غريغ ستيوارت على موقع Soccerbase.com (لاعب) (الإنجليزية)
- غريغ ستيوارت على موقع Soccerway.com (الإنجليزية)
- غريغ ستيوارت على موقع عالم كرة القدم.نت (الإنجليزية)